# Rectoria del monestir de Sant Daniel
La Rectoria del monestir de Sant Daniel és una obra de Girona inclosa a l'Inventari del Patrimoni Arquitectònic de Catalunya.

## Descripció
Es tracta de l'antiga rectoria del poble de Sant Daniel. Presenta planta rectangular lleugerament corbada pel costat Nord-est. Té planta baixa i un pis. Els murs són de maçoneria, mentre totes les portes i finestres així com les cantonades estan construïdes amb pedra. La coberta és a dues vessants. Té uns particulars relleus escultòrics, un escut i decoració fitomorfa que ornamenten la llinda i els brancals de la porta primitiva.